# Viselburgo
Viselburgo (em Alemão: Wieselburg) é um município da Áustria localizado no distrito de Scheibbs, no estado de Baixa Áustria.

## Geografia
Viselburgo ocupa uma superfície de 5.42 km². 7,25 por centos são arborizados.

## População
Viselburgo tinha 3489 habitantes no ano de 2001. (1971:2.853)

## Politica

### Burgomestre
Günther Leichtfried (SPÖ)

### Conselho Municipial

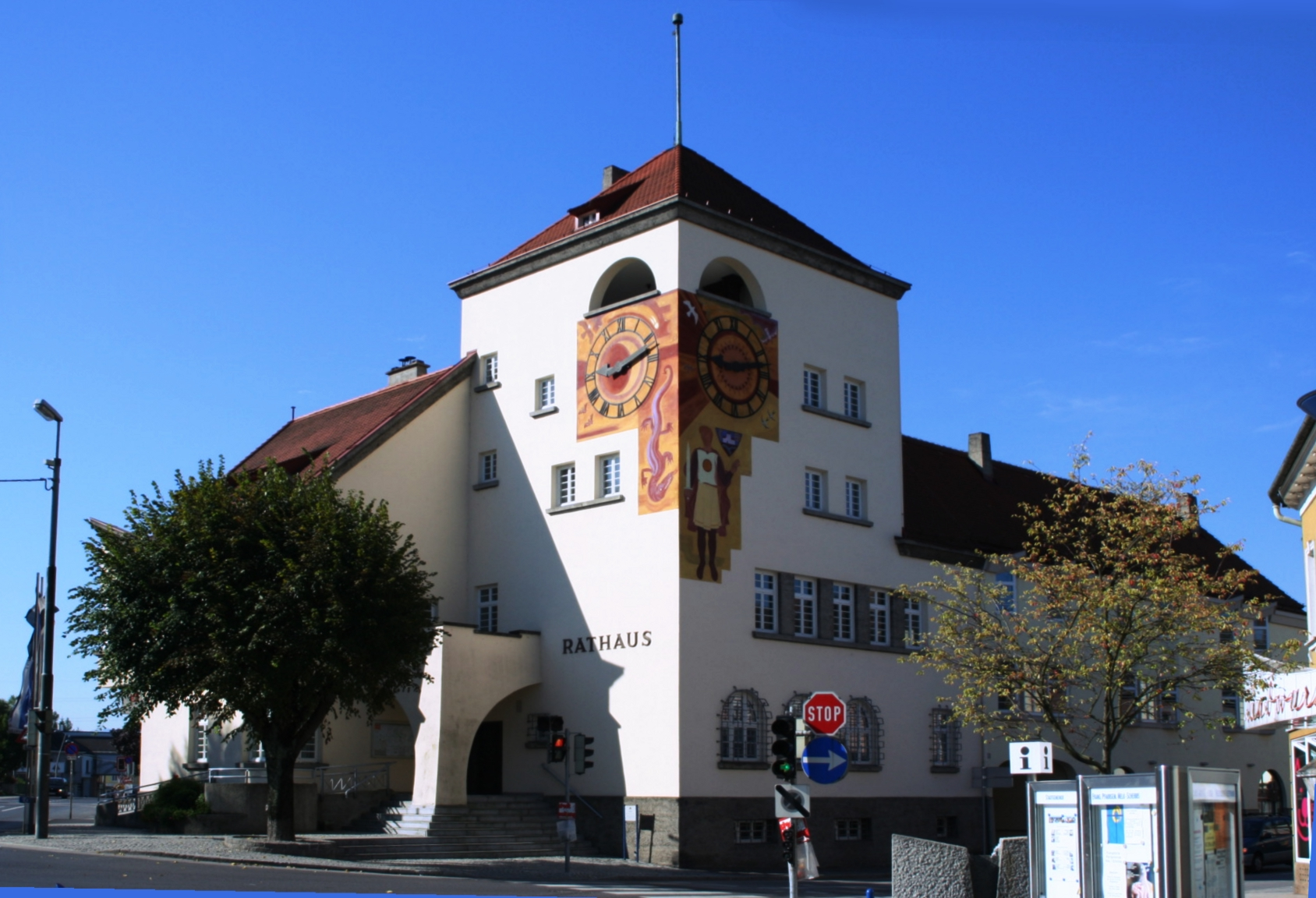
Conselho Municipial viselburguês

- SPÖ: 16
- ÖVP: 7